# Список наград и номинаций фильма «Водоворот» (2000)

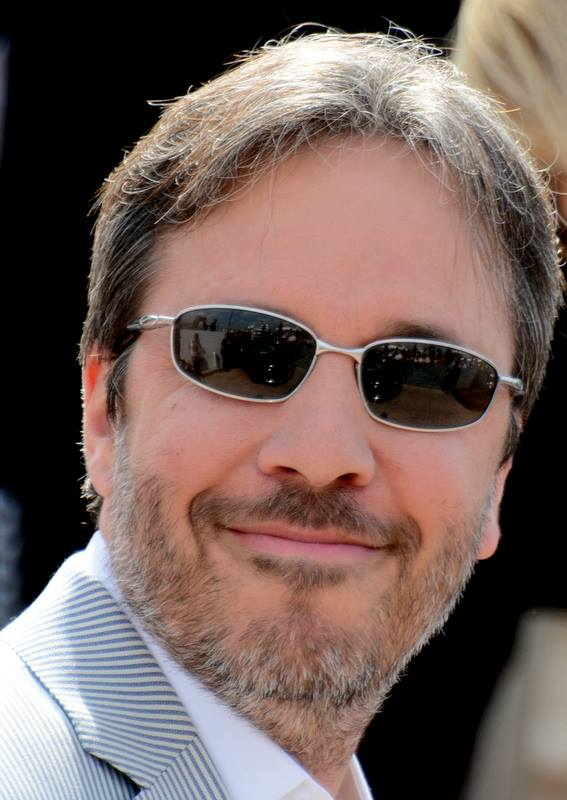
Режиссёр фильма Дени Вильнёв

«Водоворот» (фр. Maelström) — канадский художественный фильм. Режиссёром и автором сценария выступил Дени Вильнёв. Главные роли исполнили Мари-Жозе Кроз, Жан-Николя Верро и Стефани Моргенстерн.
Фильм повествует о девушке, у которой разворачиваются романтические отношения с сыном человека, которого она случайно убила в результате дорожно-транспортного происшествия. 15 сентября 2000 года фильм вышел в широкий экран в Канаде.
Фильм и исполнители главных ролей получили множество наград, в том числе главный приз и приз женского кино на кинофестивале в Монсе, приз SACD на Авиньонском и приз ФИПРЕССИ на Берлинском кинофестивалях. Фильм также получил премию «Джини» за лучший фильм, лучшую режиссуру, лучший сценарий, лучшую женскую роль, лучшую операторскую работу и премию «Ютра» за лучший фильм, лучшую режиссуру, лучшую женскую роль, лучший сценарий, лучший звук, лучший монтаж, лучшую работу художника-постановщика и лучшую операторскую работу.
Всего фильм был номинирован на 55 номинаций из которых он выиграл 23 награды.

## Награды и номинации
| Награда                                             | Дата церемонии               | Категория                              | Номинанты и получатели                                                       | Результат    | Ист.   |
| --------------------------------------------------- | ---------------------------- | -------------------------------------- | ---------------------------------------------------------------------------- | ------------ | ------ |
| Авиньонский кинофестиваль                           | 22—27 июня 2001              | Приз SACD                              | Дени Вильнёв                                                                 | Победа       | [ 2 ]  |
| Ассоциация кинокритиков Торонто                     | 17 декабря 2000              | Лучший канадский фильм                 | «Водоворот»                                                                  | Второе место | [ 3 ]  |
| Берлинский кинофестиваль                            | 7—18 февраля 2001            | Приз ФИПРЕССИ                          | Дени Вильнёв                                                                 | Победа       | [ 4 ]  |
| Ванкуверский кружок кинокритиков                    | 2001                         | Лучший канадский фильм                 | «Водоворот»                                                                  | Победа       | [ 5 ]  |
| Ванкуверский кружок кинокритиков                    | 2001                         | Лучшая женская роль в канадском фильме | Мари-Жозе Кроз                                                               | Победа       | [ 5 ]  |
| Ванкуверский кружок кинокритиков                    | 2001                         | Лучший режиссёр канадского фильма      | Дени Вильнёв                                                                 | Победа       | [ 5 ]  |
| Джини                                               | 29 января 2001               | Лучший фильм                           | Роже Фрапье, Люк Вандаль                                                     | Победа       | [ 6 ]  |
| Джини                                               | 29 января 2001               | Лучшая режиссёрская работа             | Дени Вильнёв                                                                 | Победа       | [ 6 ]  |
| Джини                                               | 29 января 2001               | Лучший сценарий                        | Дени Вильнёв                                                                 | Победа       | [ 6 ]  |
| Джини                                               | 29 января 2001               | Лучшая женская роль                    | Мари-Жозе Кроз                                                               | Победа       | [ 6 ]  |
| Джини                                               | 29 января 2001               | Лучшая операторская работа             | Андре Тюрпен                                                                 | Победа       | [ 6 ]  |
| Джини                                               | 29 января 2001               | Лучшая мужская роль второго плана      | Жан-Николя Верро                                                             | Номинация    | [ 6 ]  |
| Джини                                               | 29 января 2001               | Лучший монтаж                          | Ричард Комо                                                                  | Номинация    | [ 6 ]  |
| Джини                                               | 29 января 2001               | Лучшая работа художника-постановщика   | Сильвен Жангра                                                               | Номинация    | [ 6 ]  |
| Джини                                               | 29 января 2001               | Лучший звук                            | Жиль Корбейль, Люк Будриас, Луис Жиньяк                                      | Номинация    | [ 6 ]  |
| Джини                                               | 29 января 2001               | Лучший звуковой монтаж                 | Матьё Боден, Жером Декари, Кароль Ганьон, Антуан Морен, Франсуа Б. Сенневиль | Номинация    | [ 6 ]  |
| Кинофестиваль в Торонто                             | 7—16 сентября 2000           | Лучший канадский полнометражный фильм  | Дени Вильнёв                                                                 | Победа       | [ 7 ]  |
| Международный кинофестиваль в Вальядолиде           | 26 октября — 3 ноября 2001   | Лучший фильм                           | Дени Вильнёв                                                                 | Номинация    | [ 8 ]  |
| Международный кинофестиваль фильмов о любви в Монсе | 16—23 февраля 2001           | Главный приз                           | Дени Вильнёв                                                                 | Победа       | [ 9 ]  |
| Международный кинофестиваль фильмов о любви в Монсе | 16—23 февраля 2001           | Приз женского кино                     | Дени Вильнёв                                                                 | Победа       | [ 9 ]  |
| Монреальский кинофестиваль                          | 25 августа — 4 сентября 2000 | Лучший художественный вклад            | Андре Тюрпен                                                                 | Победа       | [ 10 ] |
| Монреальский кинофестиваль                          | 25 августа — 4 сентября 2000 | Лучший канадский фильм                 | Дени Вильнёв                                                                 | Победа       | [ 10 ] |
| Монреальский кинофестиваль                          | 25 августа — 4 сентября 2000 | Гран-при Америки                       | Дени Вильнёв                                                                 | Номинация    | [ 10 ] |
| Парижский кинофестиваль                             | 31 октября — 4 ноября 2001   | Главный приз                           | Дени Вильнёв                                                                 | Номинация    | [ 11 ] |
| Ютра                                                | 25 февраля 2001              | Лучший фильм                           | «Водоворот»                                                                  | Победа       | [ 12 ] |
| Ютра                                                | 25 февраля 2001              | Лучшая режиссёрская работа             | Дени Вильнёв                                                                 | Победа       | [ 12 ] |
| Ютра                                                | 25 февраля 2001              | Лучшая женская роль                    | Мари-Жозе Кроз                                                               | Победа       | [ 12 ] |
| Ютра                                                | 25 февраля 2001              | Лучший сценарий                        | Дени Вильнёв                                                                 | Победа       | [ 12 ] |
| Ютра                                                | 25 февраля 2001              | Лучший звук                            | Матьё Боден, Жиль Корбейль, Луис Жиньяк                                      | Победа       | [ 12 ] |
| Ютра                                                | 25 февраля 2001              | Лучший монтаж                          | Ричард Комо                                                                  | Победа       | [ 12 ] |
| Ютра                                                | 25 февраля 2001              | Лучшая работа художника-постановщика   | Сильвен Жангра, Дени Спердуклис                                              | Победа       | [ 12 ] |
| Ютра                                                | 25 февраля 2001              | Лучшая операторская работа             | Андре Тюрпен                                                                 | Победа       | [ 12 ] |